# 企畫院事件
企画院事件，是指1939年到1941年期间，日本企画院多数的职员、調查官和相关人员因涉嫌参与左翼活動而以违反《治安維持法》的罪名被检举、起訴的事件。企画院事件是由1939年以后的「判任官集团」事件、和1940年后的「高等官集团」事件组成。

## 事件经过
1938年10月，京滨工業地带发生镇压劳动人民研究会的事件（「京滨集团」事件），另外还逮捕了担当研究会的讲师芝寬（属企画院，二战后任日本共产党东京都书记）。根据芝宽的自供，这次研究因属于一个企画院内年轻判任官的研究会（这个是同院内部准许的小規模学习讨论会）的存在而被警察所认知。因举行「官庁人民戰線」活動，1939年11月到1940年 岡倉古志郎（岡倉天心之孫）、玉城肇等4人被检举（「判任官集团」事件）。
后来的检举是在1940年10月到1941年4月，波及到稻葉秀三、正木千冬、佐多忠隆、和田博雄、勝間田清一、和田耕作为中心的企画院調查官和前調查官（高等官），被检举人数合计17名之多（「高等管团体」事件）。
被检举和起訴的被告都欠缺法律依据和有力的证据。判任官团体中的芝宽参与了「京滨集团」和企画院内研究会，所以在1940年被判入狱。除此以外的被告都被判缓刑。高等官集团被检举后拘禁约3年后保释出狱。日本投降后的1945年9月，除了佐多外的所有人都被判无罪释放。
与此同时，高等官集团（原职员）中的满铁调查部职员川崎巳三郎被检举后，也波及到同调查部的其他职员（稱為满铁调查部事件）。

## 背景及意义
这次事件的背景是针对1940年第2次近衛内閣提出的「企画院关于新经济体制的确立纲要方案」，商工大臣小林一三及商业领袖被内务大臣平沼騏一郎等右翼勢力强烈批评为「赤化思想的产物」。自此方案流产，后根据平沼的方針对企画院调查官和职员进行检举。
被检举者大多数（特别是高等官）都有参加过左翼活动和违反《治安维持法》而被检举的经历，而被称为「思想的先驱者」。有近衛文麿智囊团之称的昭和研究会的成员后得到重用，他们的政策提议得到了陸軍省军务局的支持。平沼等右翼实力的此举则被批评为「有损国体」而被排挤。
历史上，在总体战上层建筑体制斗争中，事实上对主张计划经济政策的革新官僚集团（激进的内部左翼活动的先驱者）都进行镇压。